# فيليب لوكس
فيليب لوكس (بالألمانية: Philipp Laux)‏ هو عالم نفس ولاعب كرة قدم ألماني في مركز حراسة المرمى، ولد في 25 يناير 1973 في راستات في ألمانيا. لعب مع آينتراخت براونشفايغ وبوروسيا دورتموند.

## وصلات خارجية
- فيليب لوكس على موقع قاعدة بيانات كرة القدم.إي يو (الإنجليزية)
- فيليب لوكس على موقع بيانات كرة القدم. دي إي (الألمانية)
- فيليب لوكس على موقع عالم كرة القدم.نت (الإنجليزية)